# Chthonioidea
Chthonioidea là một siêu họ Bọ cạp giả. Siêu họ này chứa 2 họ chính:
- Tridenchthoniidae — phân bố toàn thế giới (kh. 17 chi, 70 loài)
- Chthoniidae — phân bố toàn thế giới (kh. 30 chi, 600 loài)

Một số học giả xem chi Lechytia thuộc họ riêng của nó là Lechytiidae, hơn là xếp vào siêu họ Chthoniidae. Chi hóa thạch Dracochela deprehendor từ Devonian được gom vào họ Dacochelidae.